# Gastronomia de Mauritània
La gastronomia de Mauritània inclou les pràctiques culinàries de Mauritània. Històricament, el que avui és Mauritània ha estat influenciat pels àrabs, els berbers i els pobles africans que han viscut i travessat el paisatge "inhòspit" marcat per les dunes del desert del Sàhara en caravanes. Hi ha una superposició amb la cuina marroquina al nord i la cuina senegalesa al sud.
La influència de la cuina francesa (Mauritània va ser una colònia francesa fins al 1960) també ha tingut un paper important en la gastronomia d'aquesta terra relativament aïllada. L'alcohol està prohibit en la fe musulmana i la seva venda es limita en gran part als hotels. El te de menta es consumeix àmpliament i s'aboca des d'una alçada per crear escuma. Tradicionalment, els àpats es mengen en comunitat.
Fins ara, la cuina mauritana amb prou feines ha intentat donar-se a conèixer fora del país, llevat d'alguns restaurants del Marroc, París o Montreal.

## Matèries primeres

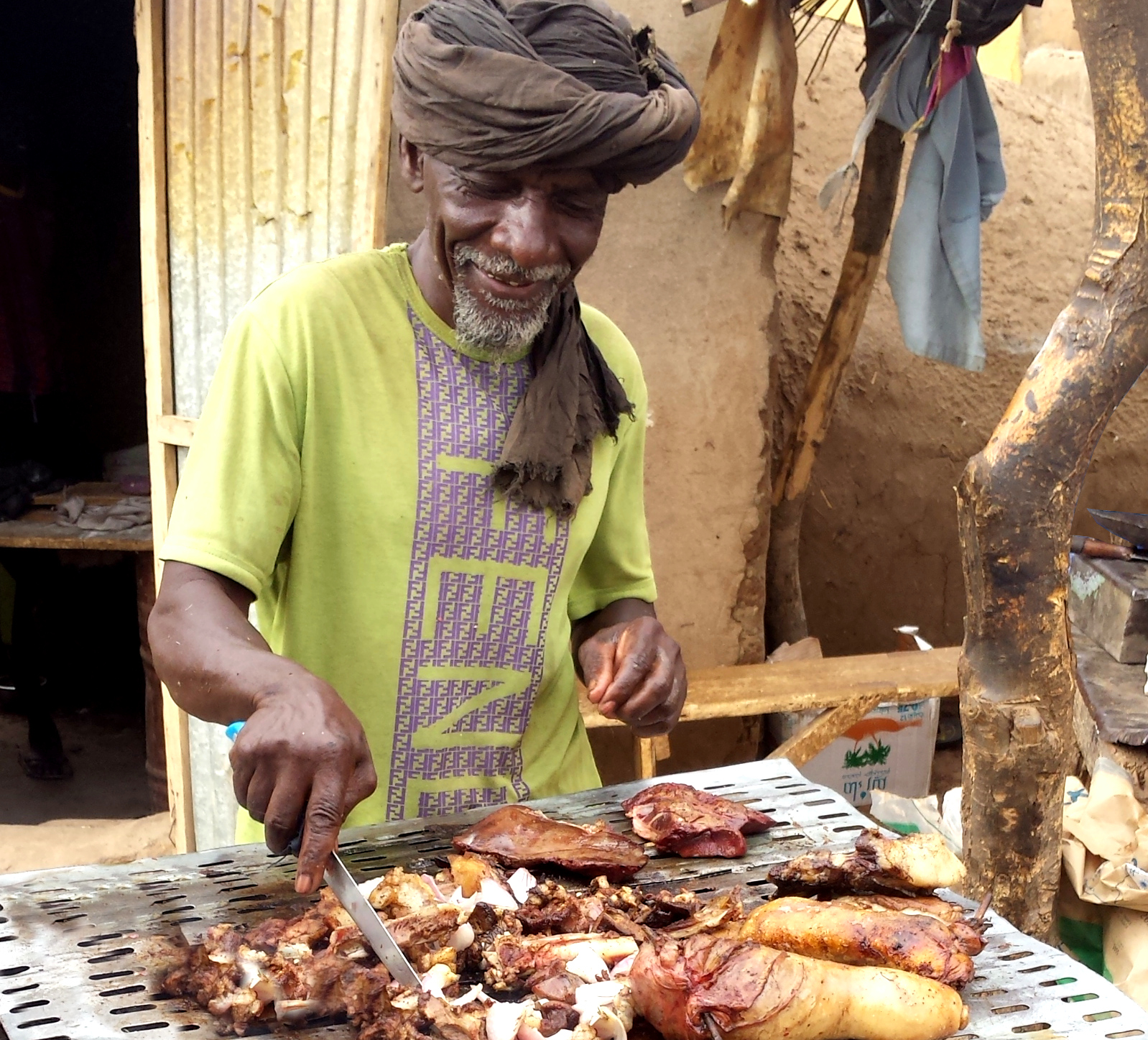
Carn de cabra a la graella

En ser Mauritània un poble de criadors nòmades, els camells i el bestiar boví tenen un paper important en la dieta, en forma de carn o llet. El peix, present en abundància a les costes, però detestat pels nòmades, va trigar molt a integrar-se a la cuina mauritana, i només ho va fer per influència de les campanyes governamentals, i gràcies a la difusió de la cuina senegalesa.
Els aliments fonamentals de la dieta mauritana són l'arròs, que acompanya nombrosos plats, i el peix, que normalment s'asseca. El xai és el tipus de carn més comú, mentre que els dàtils són font de calories i minerals i es mengen al final del dinar o com a berenar. La cuina mauritana varia segons l'ètnia i la regió considerada: a les zones del nord es consumeix més carn i els plats són més senzills que a les costes del sud poblades pels maurs, que històricament sempre han confiat en productes d'importació que no necessitaven de conreu.
S'utilitzen més fruites i verdures als oasis i granges del Sahel. Els aliments d'hidrats de carboni comuns a tot el país són el cuscús, l'arròs, el mill, les patates i els moniatos, mentre que el producte lacti més popular és la llet de camell.

## Plats típics

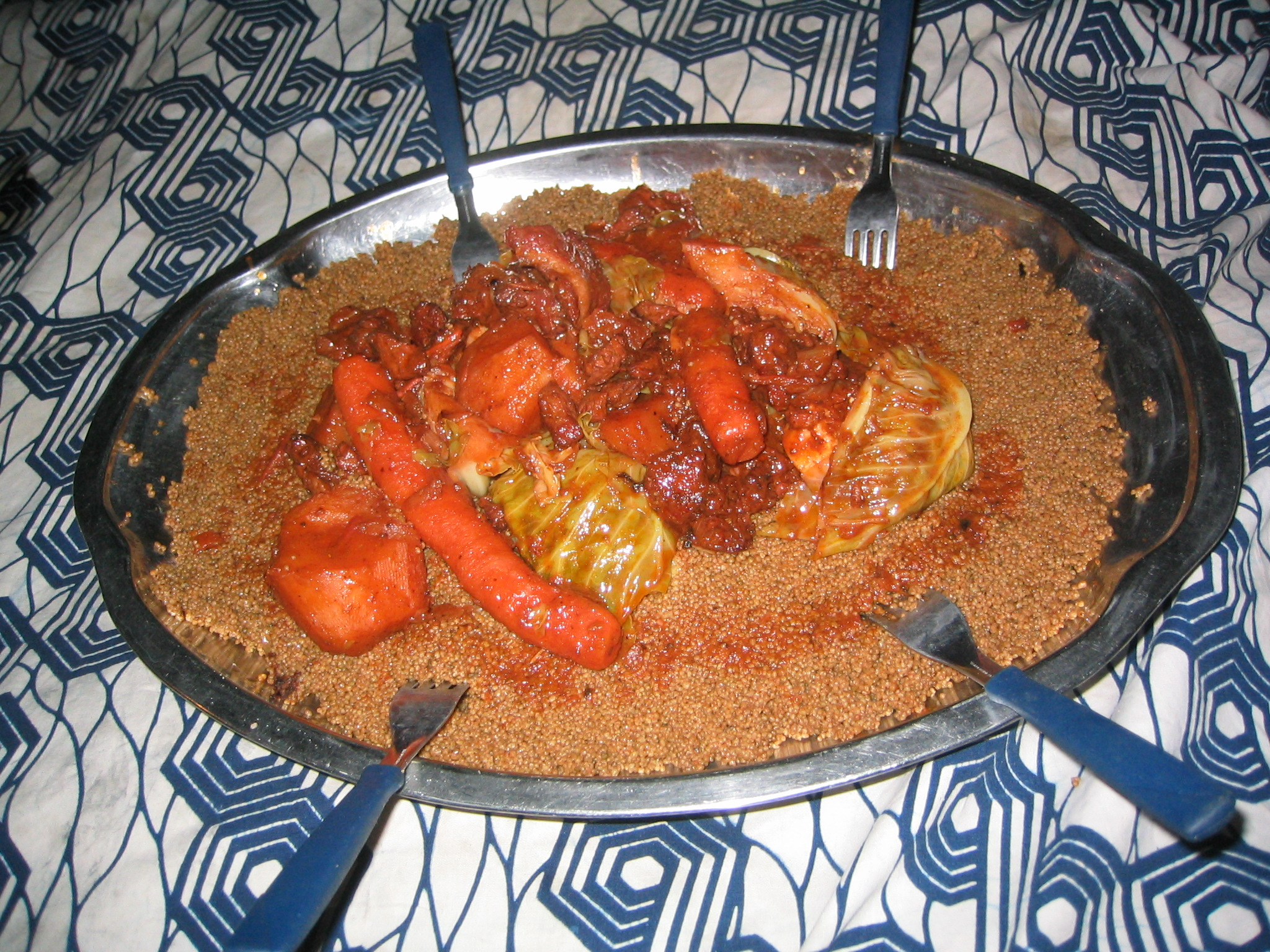
Cuscús de dromedari

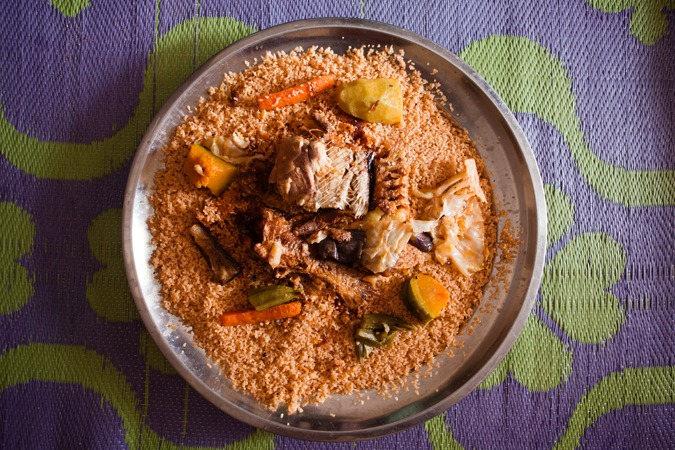
Thieboudienne

Els dàtils, collits amb motiu de la festa de la Guetna, on es consumeixen frescos en abundància, es guarden després en odres on es transformen en pasta, o se serveixen secs com a entrant, i es submergeixen en nata o mantega.
Els plats de carn de la cuina mauritana se serveixen sense massa preparacions, com les verdures, que tradicionalment no eren apreciades pels maurs, i rarament amb salses. El tichtar és un plat de tires de carn assecades al sol. Antigament feta amb carn d'addax, ara s'elabora amb carn de camell o de vedella. El banafe és un guisat de carn i patates originari de Mauritània, molt popular entre els wòlofs. El fataye és un bunyol farcit de tonyina o de carn en forma de sabatilla, acompanyat d'una salsa de tomàquet, també popular al Senegal.
El fetge de camell a la planxa se serveix com a berenar amb greix de gep de camell en daus, que és una delícia molt popular.
Altres plats tradicionals maurs, bàsicament compostos per carn, com el méchoui, o de carn i cereals, són el cuscús, fet amb blat o mill, i els tagins.
Prop de la costa, i de Nouakchott, el peix, fins fa poc detestat per les poblacions nòmades, comença a tenir èxit sota la influència de la cuina senegalesa, i es troba en forma de tiéboudienne (arròs amb peix) o tiebousauce (arròs amb salsa de peix). També hi ha diversos plats a base d'arròs i pollastre, entre els quals hi ha plats tradicionals de l'Àfrica Occidental com la yassa senegalesa o el mafé malià.

## Begudes

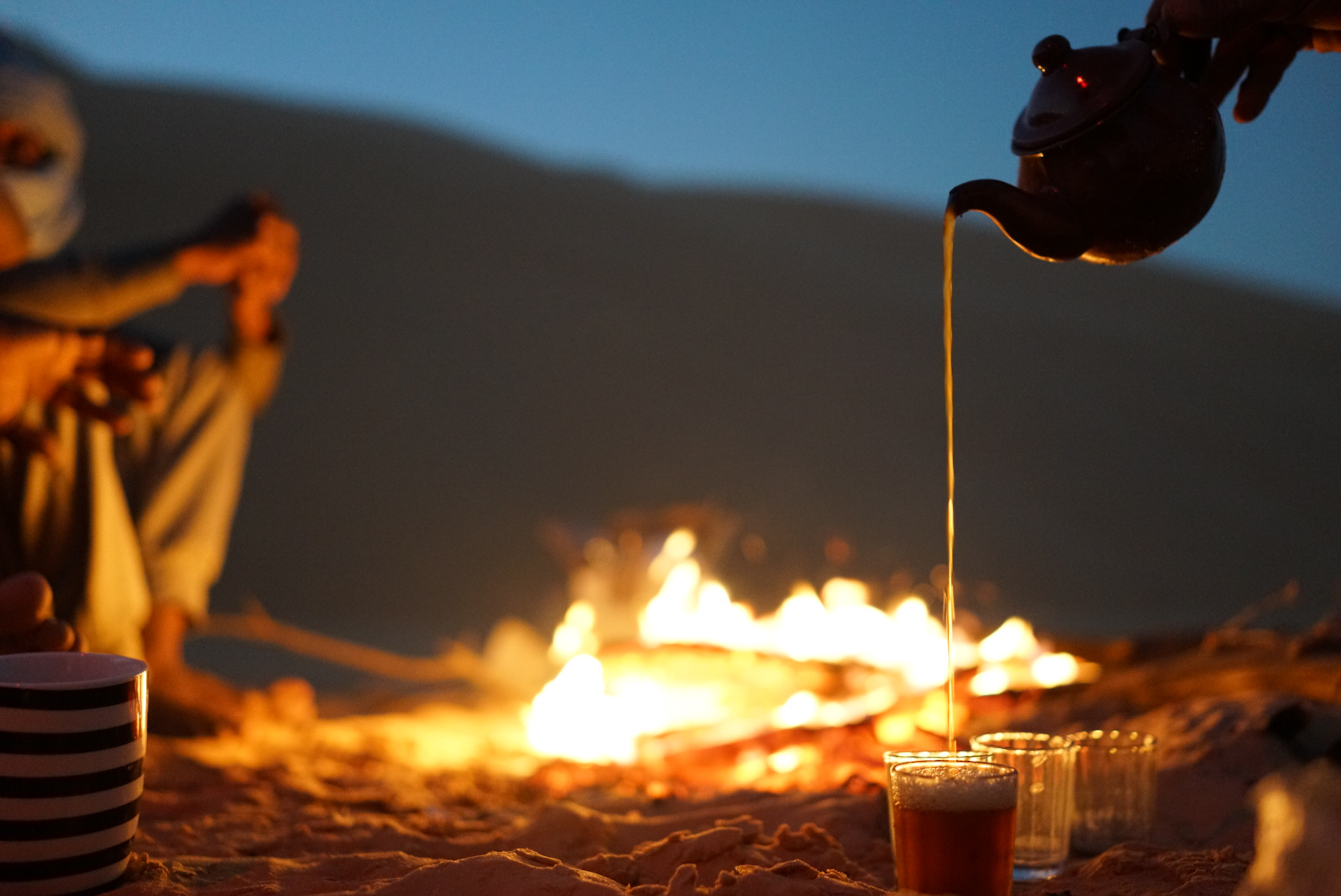
Preparació del te

La importació i el consum d'alcohol està oficialment prohibit a la República Islàmica de Mauritània, però tolerat. A Nouakchott, la capital, hi ha vi i cervesa a molts restaurants.
A Mauritània, la llet pot ser de vaca, de cabra, d'ovella, de dromedari o de camell. El zrig, llet de camell servida fresca o quallada amb aigua i sucre afegits, va ser inicialment la beguda nacional. Molt ric en vitamina C, ha estat destronat pel te, però encara es consumeix. També pot trobar-se llet fresca aromatitzada amb dàtils.
El suc de bouye o pa de mico és una beguda preparada a partir de la polpa del baobab. El bissap, una decocció de flors d'Hibiscus sabdariffa, és una beguda freqüent d'origen malià i senegalès. El suc de mango també és popular.
El te es pren en qualsevol moment del dia, i també després dels àpats. La seva preparació, sota les tendes o en habitacions, segueix un autèntic ritual. Se serveix en tres tandes; la primera ronda es compon d'un te molt amarg, i la segona s'aromatitza amb fulles de menta. La primera representa la vida, la segona l'amor i la última el final de tot: la mort.